# André Noyelle
André Noyelle (Ieper, 29 de novembre de 1931 - Poperinge, 4 de febrer de 2003) va ser un ciclista belga, que fou professional entre 1953 i 1966.
Com a ciclista amateur, el 1952 va prendre part en els Jocs Olímpics d'Estiu de Hèlsinki, on va disputar dues proves del programa de ciclisme. En ambdues, la prova en línia i la contrarellotge per equips, guanyà la medalla d'or. Aquell any va rebre el Trofeu nacional del Mèrit esportiu.
Com a professional destaquen algunes victòries en curses d'un dia, com l'Elfstedenronde, el Gran Premi de Fourmies o el Gran Premi Pino Cerami.

## Palmarès
- 1951
  - 1r a la Gant-Ieper
  - Vencedor de 2 etapes a la Volta a Bèlgica amateur
- 1952
  -  als Jocs Olímpics de Hèlsinki de la prova en línia
  -  als Jocs Olímpics de Hèlsinki de la contrarellotge per equips (amb Robert Grondelaers i Lucien Victor)
  - Vencedor de 2 etapes a la Volta a Bèlgica amateur
- 1955
  - Vencedor d'una etapa als Tres dies d'Anvers
  - Vencedor d'una etapa al Tour de l'Oest
- 1957
  - 1r al Gran Premi Ciutat de Vilvoorde
  - 1r al Circuit de Flandes central
  - 1r a l'Elfstedenronde
  - Vencedor d'una etapa de la Dwars door Vlaanderen
- 1959
  - 1r al Gran Premi de Fourmies
- 1960
  - 1r a l'Ostschweizer Rundfahrt
- 1961
  - 1r al Circuit de Flandes occidental
  - 1r a la Roubaix-Cassel-Roubaix
- 1963
  - 1r al Circuit de les muntanyes del sud-oest
- 1964
  - 1r al Gran Premi Pino Cerami
- 1965
  - 1r al Circuit des frontières

### Resultats a la Volta a Espanya
- 1956. Abandona (2a etapa)